# Laiaküla
Laiaküla är en stadsdel i distriktet Pirita i Estlands huvudstad Tallinn.